# Zapp II
Zapp II é o segundo álbum de estúdio da banda norte-americana de funk, Zapp, lançado em 1982 pela Warner Bros. Records. O álbum atingiu o número 25 da parada Billboard 200 e número 2 na parada americana Billboard R&B. Três singles foram lançados deste álbum, "Doo Wa Ditty (Blow That Thing)" / "A Touch of Jazz (Playin' Kinda Ruff Part II)", "Dance Floor" e "Playin' Kinda Ruff" / "Do You Really Want an Answer?". "Dance Floor" foi o maior sucesso de R&B do álbum, atingindo o número 1. O álbum foi certificado ouro pela Recording Industry Association of America (RIAA) em 21 de setembro de 1982.

## Faixas
Todas as faixas escritas e compostas por Roger e Larry Troutman. 
| N.º            | Título                                         | Duração |  |
| 1.             | "Dance Floor"                                  | 11:12   |  |
| 2.             | "Playin' Kinda Ruff"                           | 6:42    |  |
| 3.             | "Doo Wa Ditty (Blow That Thing)"               | 4:59    |  |
| 4.             | "Do You Really Want an Answer?"                | 6:40    |  |
| 5.             | "Come On"                                      | 5:14    |  |
| 6.             | "A Touch of Jazz (Playin' Kinda Ruff Part II)" | 6:09    |  |
| Duração total: | Duração total:                                 | 40:52   |  |

## Posições nas paradas
| Parada (1982)             | Pico |
| ------------------------- | ---- |
| US Billboard 200          | 25   |
| US R&B Albums (Billboard) | 2    |